# Valdejalón
Valdejalón – okręg (hiszp. comarca) w Hiszpanii, w Aragonii, w prowincji Saragossa.

## Podział administracyjny
W skład okręgu wchodzą:
- Almonacid de la Sierra
- La Almunia de Doña Godina
- Alpartir
- Bardallur
- Calatorao
- Chodes
- Épila
- Lucena de Jalón
- Lumpiaque
- Morata de Jalón
- La Muela
- Plasencia de Jalón
- Ricla
- Rueda de Jalón
- Salillas de Jalón
- Santa Cruz de Grío
- Urrea de Jalón